# Yamaha YZ 85
La Yamaha YZ85 est une moto spécialement conçue pour les courses hors route et de motocross.
Il est propulsé par un moteur monocylindre de 84,7 cm3, refroidi par eau, à deux temps, à soupapes à anches noyées, et utilise une boîte de vitesses à six rapports. Il y a deux options de roues : une grande roue de 19 pouces à l'avant et de 16 pouces à l'arrière et une petite roue de 17 pouces à l'avant et de 14 pouces à l'arrière.
Ce motocycle ne peut pas être conduit par des enfants de moins de 14 ans.